# سایکس (نام خانوادگی)
سایکس یک نام خانوادگی است. افراد شاخص با این نام از این قرارند:
- پرسی سایکس، ژنرال، نویسنده و جغرافیدان انگلیسی.
- واندا سایکس، نویسنده، کمدین، بازیگر و مجری آمریکایی.